# الخطوط الجوية الإريترية
الخطوط الجوية الإريترية (بالإنجليزية: Eritrean Airlines )‏ ويشار إليها اختصار ب (إريتريان)، وهي الناقل الجوي الوطني إريتريا. يقع مقرها الرئيس في مطار أسمرة الدولي وهي شركة مملوكة بالكامل من قبل الحكومة الإرتيرية. توقفت كافة عمليات الشركة عام 2008، واكتفت حينئذ بتشغيل عدد قليل من رحلات الحج حتى عودة الشركة إلى العمل بشكل عامل عام 2011 تحت إدارة جديدة. وفي نفس العام، اندمجت شركة ناس للطيران، وهي شركة مملوكة للقطاع الخاص، مع الخطوط الجوية الإريترية المملوكة للحكومة، لتشكيل ناس إريتريا للطيران

## التاريخ
تأسست الخطوط الجوية شكلياً في أيار / مايو 1991، لتعمل بوصفها مشغلاً للخدمات الأرضية في مطار أسمرة الدولي وعلى عصب ومصوع. وعملت كوكيل مبيعات للخطوط الجوية الرئيسية الأخرى المتجهة من وإلى إريتريا. في أيار / مايو 2002، تقرر توسيع نطاق أعمال الشركة باستحداث خدمة النقل الجوي. حيث استأجرت الشركة من شركة بوينغ في نيسان / أبريل 2003 [ بحاجة لمصدر ] طائرة بوينغ 767-300ER كانت قد دخلت الخدمة لتعمل في الخطوط الجوية المصرية منذ 14عاماً. واستخدامها لبدء تشغيل رحلات بين أسمرة وأمستردام .
وفي نيسان / أبريل 2003، بدأت الخطوط الجوية الإريترية تشغيل رحلاتٍ منتظمةٍ بين أسمرة وفرانكفورت، ميلانو، نيروبي وروما. و في عام 2004، قامت الخطوط الجوية بإضافة أمستردام على قائمة الوجهات، وفي عام 2005، بدأت بتشغيل رحلات إلى كل من جيبوتي ودبي. وتم حينئذ إيقاف تشغيل الرحلات إلى نيروبي، و بحلول عام 2006، تم إلغاء الرحلات الجوية إلى أمستردام بينما بقيت الرحلات الجوية إلى ميلان موسمية فقط. وفي 21 أيلول / سبتمبر 2006، عقدت الخطوط الجوية الإريترية اتفاقاً مع الحكومة الباكستانية يقتضي البدء في تشغيل رحلات جوية مباشرة بين إريتريا وباكستان. كما حصلت الخطوط الجوية الإريترية على إذنٍ من هيئة الطيران المدني الباكستانية لبدء تشغيل رحلتين أسبوعياُ إلى كل من كراتشي ولاهور. ومع إتمام الصفقة، بدأ تشغيل الرحلات الجوية على متن الخطوط الإريترية الخدمات الاريترية إلى لاهور وكراتشي مروراً عبر دبي أربع مرات إسبوعياً إلى كل وجهة.
أعلنت الشركة عام 2008 عن بدأ تشغيل خدماتها الموسمية إلى باماكو للمسافرين الحجيج. كما توقفت الرحلات الجوية إلى جيبوتي نهاية عام 2008 بسبب تجدد التوترات على طول حدود البلدين، وألغيت الرحلات الجوية إلى فرانكفورت صيف عام 2009. و في حزيران / يونيو عام 2011، قال مسؤول كبير في وزارة الخارجية الإريتيرية أن حكومة الولايات المتحدة قامت بتطبيق حظر على تأجير الطائرات لإريتريا. وذكر أيضاً أن واشنطن تلجأ إلى مثل هذه الأعمال غير المشروعة كجزء من محاولاتها العدوانية لفرض عقوبات ضد إريتريا، في نفس الوقت الذي عملت فيه الحكومة الإريترية على برامج شراء وتأجير طائرات نقل الركاب تحت إدارة باكستانية جديدة.

## الأسطول

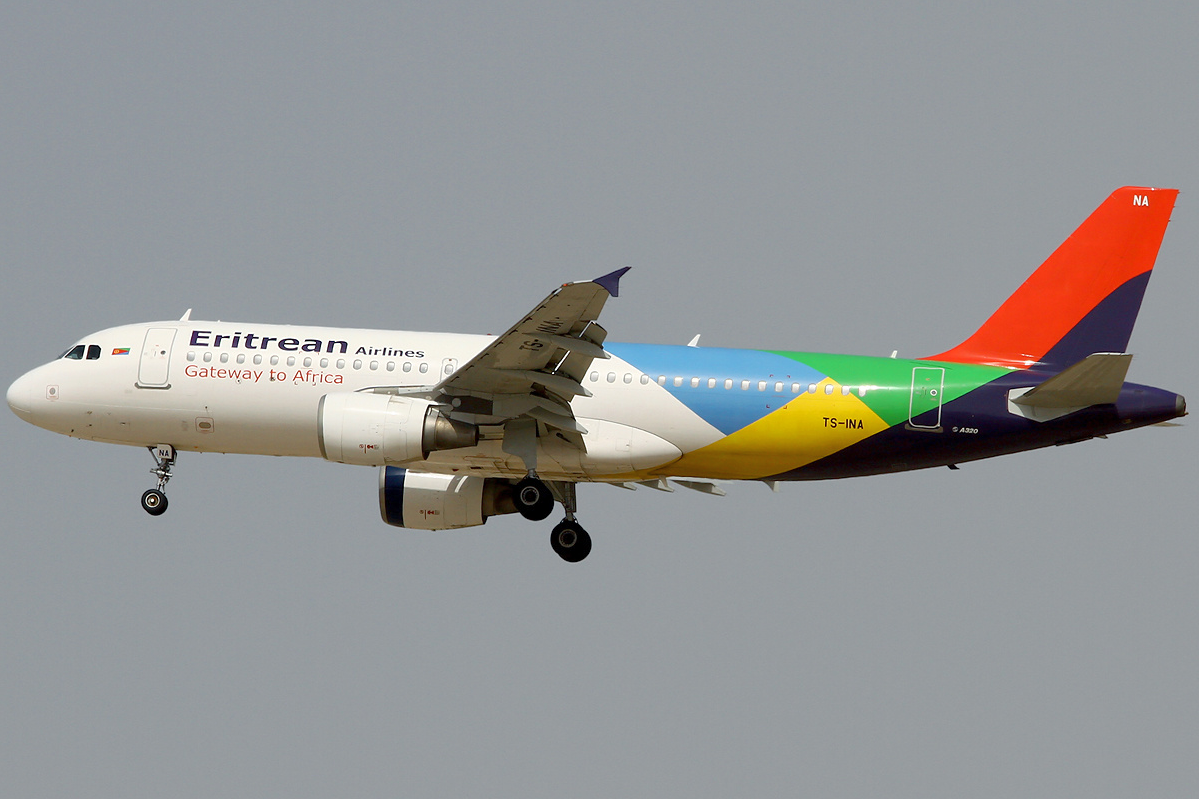
طائرة إيرباص إيه 320 التابعة للخطوط الجوية الإريتية المسجلة في تونس سنة 2012.

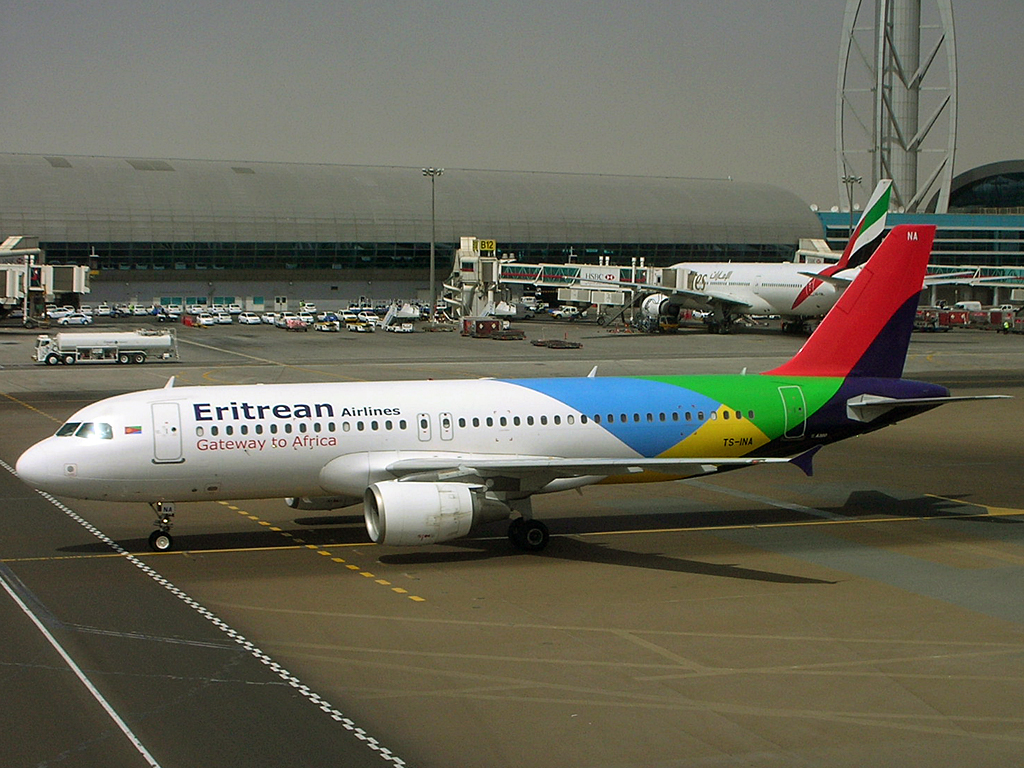
طائرة إيرباص إيه 320 التابعة للخطوط الجوية الإريترية على مدرج مطار دبي الدولي.

تكون أسطول الخطوط الجوية الإريترية عام 2018 من طائرة واحدة مستأجرة من طراز بوينغ 737-300.

### الأسطول الحالي
- إيرباص A320-200
- بوينغ 737-300
- بوينغ 767-200ER

ويقال أيضاً أن الخطوط الجوية الإريترية تملك ست طائرات دورنير، تم الاحتفاظ بها في إريتريا.

### الأسطول السابق
قامت الخطوط الجوية سابقاً بتشغيل الطائرات التالية:
- إيرباص A319-100
- بوينغ 757-200
- بوينغ 767-300ER
- ماكدونيل دوغلاس MD-80